# Кинотеатры Казани
Первое упоминание о публичном просмотре кинолент в Казани датируется июлем 1906 года:
«В закрытом театре Панаевского сада только 2 сеанса! В субботу 8 июля 1906 г. состоится первый сеанс Вивантограф. Аппарат живой движущейся фотографии без малейших миганий под управлением инженера-механика Эрнеста Ван-Дельдена из Лондона. Подробности в афишах»
В сентябре 1907 года заработал первый постоянный кинотеатр на Воскресенской улице. Открытие этого заведения положило началу кинобуму в городе. В 1915 году количество кинотеатров в Казани достигло своего максимума за всю историю — 15 кинотеатров. Кинозалы стали открываться в специально спроектированных для этого зданиях.

## Список современных кинотеатров

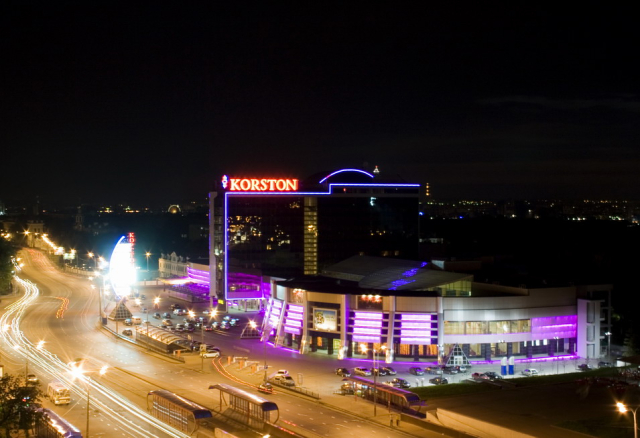
Кинотеатр «Корстон»

В городе в настоящий момент действует 13 кинотеатров, имеющих 62 кинозала:
- «3D Port Cinema» — 4 зала, а также зал «3D Port»
- «Grand Cinema» — 4 зала, а также SimEx 4D
- «Suvar» — 3 зала
- «Каро 6 Кольцо» — 6 залов
- «Киномакс-Club» — 7 залов
- «Киномакс-Тандем» — 9 залов
- «Кинотеатр Ленина» — 1 зал
- «Корстон» — 6 залов
- «Магия кино» — 4 зала
- «Мир» — 1 зал
- «Мираж» — 1 зал
- «Родина» — 6 залов
- «Синема 5» — 8 залов